# Campeonato Mundial de Esgrima de 1956
El XXVI Campeonato Mundial de Esgrima se celebró en Londres (Reino Unido) en 1956 bajo la organización de la Federación Internacional de Esgrima (FIE) y la Asociación Británica de Esgrima.

## Medallistas

### Femenino
| Evento              | Oro | Plata                                                                                         | Bronce                                                                                                |
| ------------------- | --- | --------------------------------------------------------------------------------------------- | --- |
| Florete por equipos | Vivetta Yagodina Emma Yefimova Tamara Yevplova Valentina Rastvorova Nadezhda Shitikova Alexandra Zabelina URSS | Catherine Delbarre Renée Garilhe Lylian Guyonneau Françoise Mailliard Régine Veronnet Francia | Lídia Dömölky · Ilona Elek · Margit Elek · Katalin Kiss · Magdolna Kovács · Györgyi Székely · Hungría |

## Medallero
| Núm. | País    | Oro | Plata | Bronce | Total |
| ---- | ------- | --- | ----- | ------ | ----- |
| 1    | URSS    | 1   | 0     | 0      | 1     |
| 2    | Francia | 0   | 1     | 0      | 1     |
| 3    | Hungría | 0   | 0     | 1      | 1     |
|      | TOTAL   | 1   | 1     | 1      | 3     |